# فرودگاه عین قزام
فرودگاه عین قزام (به انگلیسی: In Guezzam Airport) یک فرودگاه با کد یاتا INF است که یک باند فرود آسفالت دارد و طول باند آن ۲۲۰۰ متر است. این فرودگاه در شهر عین قزام کشور الجزایر قرار دارد و در ارتفاع ۴۰۴ متری از سطح دریا واقع شده‌است.